# John Alfred Langford
John Alfred Langford (12 septembre 1823 - 24 janvier 1903) est un journaliste, poète et antiquaire anglais de Birmingham .

## Jeunesse
Né à Crawley's Court, Bradford Street, Birmingham, Warwickshire, Langford est le deuxième fils de John Langford, qui est venu à Birmingham du Pays de Galles en 1815, et commence ses activités en 1828 en tant que fabricant de chaises. Il doit sa première éducation à sa mère, Harriet Eaton, une invalide paralysée.
Après avoir fréquenté une école privée de Brixhall Street, Deritend (1829-1833), Langford entre dans l'entreprise de fabrication de chaises de son père à dix ans et est apprenti à treize ans en 1836. Il lit beaucoup pour lui-même. À 19 ans, alors qu'il est encore apprenti, il se marie et à 21 ans, il est compagnon et gagne une guinée par semaine. Alors qu'il est encore jeune, il étudie à l'Institut de mécanique de Birmingham. Plus tard, Langford s'inspire de ses premières expériences comme modèle d'auto-assistance .

## Activisme et journalisme
En 1846, Langford devient secrétaire de la Birmingham Co-operative Society nouvellement créée. En août 1847, il rejoint la nouvelle église unitarienne du Sauveur, fondée par George Dawson, à l'origine de la doctrine du « Civic Gospel ». Au cours de l'hiver 1850–1, il donne des cours du soir dans les écoles de l'église de Dawson, abandonne la fabrication de chaises et ouvre une petite boutique de vendeurs de journaux et de librairie. De 1852 à 1855, il exploite une imprimerie (45 Ann Street) .
En 1848, il fait partie d'un groupe d'amis qui se réunissent régulièrement chez les uns et les autres pour discuter de questions philosophiques, politiques et sociales. Ils s'appelaient eux-mêmes le « Cercle intérieur », et c'est devenu leur habitude de préparer une présentation écrite à l'avance. En 1850, trois des membres, Langford, William Harris et Henry Latham, publient un volume de poèmes issus de ces séances, intitulé Thoughts from the Inner Circle .
Langford devient sous-rédacteur en chef du nouveau journal radical Birmingham Daily Press (7 mai 1855). Cela est bien accueilli, mais est un échec commercial: il fusionne avec le Birmingham Mercury en 1857 et cesse de paraître entièrement en novembre 1858 . De 1862 à 1868, il est étroitement associé au Birmingham Daily Gazette, un quotidien libéral-conservateur, dont il se retire en raison de ses opinions radicales. Il est secrétaire honoraire d'une branche de Birmingham des « Amis de l'Italie », formée en 1851, aide à l'organisation du Parti libéral lorsque son siège est à Birmingham sous le contrôle de Francis Schnadhorst, et rejoint Dawson pour diriger le Birmingham Morning News., journal libéral avancé (du 2 janvier 1871 au 27 mai 1876). Après la scission du Parti libéral en 1886, il s'allie aux libéraux de Gladstone, mais abandonne progressivement l'activité politique.
Langford aide à l'acquisition pour le public d'Aston Hall et de son parc en 1858, et est gestionnaire d'une résidence au manoir jusqu'à l'achat de la propriété par la société en 1864. Il est professeur de littérature anglaise au Birmingham and Midland Institute (1868–1874) ; et promeut les bibliothèques publiques de l'époque, en publiant un compte rendu sur elles et la Birmingham Art Gallery en 1871.
Langford est membre du Birmingham School Board (1874–85 et 1886–91). En 1875-1876, il fait le tour du monde avec son ami Richard Tangye. Il est décédé le 24 janvier 1903 dans sa 80e année au 85 Fernley Road, Sparkhill, Birmingham. Il est enterré au cimetière Key Hill, Hockley ,.

## Œuvres
Les principales publications de Langford sont Century of Birmingham Life, 1741–1841 (2 vol. Birmingham, 1868) et Modern Birmingham and its Institutions (2 vol. 1873–7). Les deux ouvrages sont en grande partie compilés à partir des fichiers de la Birmingham Gazette d'Aris et de son successeur, la Birmingham Daily Gazette. Il publie aussi :
- scepticisme religieux et infidélité ; leur histoire, cause, remède et mission, 1850.
- démocratie anglaise; son histoire et ses principes, 1853 ; 2ème édition. 1855.
- Staffordshire and Warwickshire Past and Present (avec CS Mackintosh et JC Tildesley), 1884, 4 vols.

Langford contribue à des périodiques, dont Howitt's Journal. William Howitt écrit sur une rencontre avec lui en juin 1847, sous le titre de A Visit to a Working-man ( Howitt's Journal, ii. 242–4). Dans une brochure, il défend George Dawson contre une attaque de George Gilfillan dans Tait's Edinburgh Magazine (1848, pp. 279-285).  En tant que "poète artisan", il est publié en 1850 dans le Cooper's Journal, édité par Thomas Cooper . En vers il publie des poèmes commémoratifs sur Shakespeare en 1859 et 1864 ; Le drame d'une vie (en 5 tableaux) et Aspiranda (1852) ; The King and the Commoner, une pièce historique (Birmingham, 1870); et Une vie pour l'amour et autres poèmes (Birmingham, 1900) .

## Famille
De sa première épouse, Anne Swinton (décédée en 1847) qui a travaillé pour son père, Langford a quatre enfants, dont seule une fille, épouse du Dr George Craig, survit. De sa seconde épouse, Mary Anne, fille aînée de F. Price, imprimeur, qu'il épouse le 7 avril 1849, il a six enfants .